# Temporada 1953-54 de los Syracuse Nationals
La temporada 1953-54 fue la quinta de los Syracuse Nationals en la NBA. La temporada regular acabó con 42 victorias y 30 derrotas, ocupando la segunda posición de la División Este y clasificándose para los playoffs, en los que llegaron a las finales en las que cayeron ante los Minneapolis Lakers.

## Elecciones en elDraft
| Ronda | Puesto | Jugador        | Posición | Nacionalidad   | Universidad     |
| ----- | ------ | -------------- | -------- | -------------- | --------------- |
| 1     | 6      | Jim Neal       | Pívot    | Estados Unidos | Wofford College |
| 2     | 14     | Dick Knostman  | Pívot    | Estados Unidos | Kansas State    |
| 3     | 25     | Billy Kenville | Escolta  | Estados Unidos | St. Bonaenture* |

## Temporada regular
| División Este         | División Este | División Este | División Este | División Este | División Este | División Este | División Este | División Este |
| Equipo                | G             | P             | %             | PD            | Casa          | Fuera         | Neutral       | Div           |
| --------------------- | ------------- | ------------- | ------------- | ------------- | ------------- | ------------- | ------------- | ------------- |
| x-New York Knicks     | 44            | 28            | .611          | –             | 18–8          | 15–13         | 11–7          | 24–16         |
| x-Syracuse Nationals  | 42            | 30            | .583          | 2             | 26–6          | 11–17         | 5–7           | 21–19         |
| x-Boston Celtics      | 42            | 30            | .583          | 2             | 17–6          | 10–19         | 15–5          | 25–15         |
| Philadelphia Warriors | 29            | 43            | .229          | 15            | 10–9          | 6–16          | 13–18         | 19–21         |
| Baltimore Bullets     | 16            | 56            | .222          | 28            | 12–18         | 0–22          | 4–16          | 11–29         |

## Playoffs

### Liguilla de semifinales de División
| Equipo             | Ganados | Perdidos |
| ------------------ | ------- | -------- |
| Syracuse Nationals | 4       | 0        |
| Boston Celtics     | 2       | 2        |
| New York Knicks    | 0       | 4        |

### Finales de División
Syracuse Nationals vs. Boston Celtics
| Fecha       | Partido                                   | Ciudad   |
| ----------- | ----------------------------------------- | -------- |
| 25 de marzo | Syracuse Nationals 109, Boston Celtics 94 | Syracuse |
| 27 de marzo | Boston Celtics 76, Syracuse Nationals 83  | Boston   |
|             | Syracuse gana las series 2-0              |          |

### Finales de la NBA
Minneapolis Lakers - Syracuse Nationals
| Fecha       | Partido                                      | Ciudad      |
| ----------- | -------------------------------------------- | ----------- |
| 31 de marzo | Minneapolis Lakers 79, Syracuse Nationals 68 | Minneapolis |
| 3 de abril  | Minneapolis Lakers 60, Syracuse Nationals 62 | Minneapolis |
| 4 de abril  | Syracuse Nationals 67, Minneapolis Lakers 81 | Syracuse    |
| 8 de abril  | Syracuse Nationals 80, Minneapolis Lakers 69 | Syracuse    |
| 10 de abril | Syracuse Nationals 73, Minneapolis Lakers 84 | Syracuse    |
| 11 de abril | Minneapolis Lakers 63, Syracuse Nationals 65 | Minneapolis |
| 12 de abril | Minneapolis Lakers 87, Syracuse Nationals 80 | Minneapolis |
|             | Minneapolis gana las finales 4-3             |             |

## Estadísticas
| Rk | Jugador         | Edad | P  | PT | MP   | TC  | TCI  | %TC  | 3P | 3PI | %3P | TL  | TLI | %TL  | RO | RD | RT   | AS  | RB | TAP | BP | FP  | PTS  |
| 1  | Dolph Schayes   | 25   | 72 |    | 36.9 | 5.1 | 13.5 | .380 |    |     |     | 6.8 | 8.2 | .827 |    |    | 12.1 | 3.0 |    |     |    | 3.2 | 17.1 |
| 2  | Paul Seymour    | 26   | 71 |    | 38.4 | 4.5 | 11.8 | .377 |    |     |     | 4.2 | 5.2 | .813 |    |    | 4.1  | 5.1 |    |     |    | 2.6 | 13.1 |
| 3  | George King     | 25   | 72 |    | 32.9 | 3.9 | 10.3 | .376 |    |     |     | 3.6 | 5.7 | .627 |    |    | 3.7  | 3.8 |    |     |    | 2.5 | 11.3 |
| 4  | Earl Lloyd      | 25   | 72 |    | 30.6 | 3.5 | 9.3  | .374 |    |     |     | 2.2 | 2.9 | .746 |    |    | 7.3  | 1.6 |    |     |    | 4.2 | 9.1  |
| 5  | Bill Gabor      | 31   | 61 |    | 19.9 | 3.3 | 9.0  | .370 |    |     |     | 2.3 | 3.2 | .716 |    |    | 1.6  | 2.7 |    |     |    | 3.0 | 9.0  |
| 6  | Wally Osterkorn | 25   | 70 |    | 30.9 | 2.9 | 8.4  | .346 |    |     |     | 3.0 | 5.2 | .579 |    |    | 7.0  | 2.2 |    |     |    | 3.0 | 8.8  |
| 7  | Billy Kenville  | 23   | 72 |    | 19.5 | 2.1 | 5.4  | .384 |    |     |     | 1.9 | 2.5 | .747 |    |    | 3.4  | 1.7 |    |     |    | 1.9 | 6.0  |
| 8  | Bob Lavoy       | 27   | 60 |    | 19.2 | 2.0 | 5.3  | .372 |    |     |     | 1.4 | 1.9 | .752 |    |    | 4.8  | 1.1 |    |     |    | 3.3 | 5.4  |
| 9  | Jim Neal        | 23   | 67 |    | 13.4 | 1.7 | 5.5  | .317 |    |     |     | 1.2 | 2.0 | .591 |    |    | 3.8  | 0.4 |    |     |    | 2.1 | 4.7  |
| 10 | Al Masino       | 25   | 16 |    | 8.2  | 1.1 | 2.9  | .391 |    |     |     | 1.4 | 2.3 | .622 |    |    | 1.3  | 0.9 |    |     |    | 1.5 | 3.7  |
| 11 | Bato Govedarica | 25   | 23 |    | 11.2 | 1.1 | 3.4  | .316 |    |     |     | 1.1 | 1.6 | .676 |    |    | 0.8  | 1.0 |    |     |    | 1.9 | 3.3  |
| 12 | Dick Knostman   | 22   | 5  |    | 9.4  | 0.6 | 2.0  | .300 |    |     |     | 1.4 | 2.2 | .636 |    |    | 3.4  | 1.2 |    |     |    | 1.8 | 2.6  |
| 13 | Ed Earle        | 26   | 2  |    | 6.0  | 0.5 | 1.0  | .500 |    |     |     | 1.0 | 2.0 | .500 |    |    | 1.0  | 0.0 |    |     |    | 0.0 | 2.0  |
| 14 | Mike Novak      | 38   | 5  |    | 4.8  | 0.0 | 1.4  | .000 |    |     |     | 0.2 | 0.4 | .500 |    |    | 0.4  | 0.4 |    |     |    | 1.8 | 0.2  |

## Galardones y récords
| Jugador       | Galardón                    |
| Dolph Schayes | Mejor quinteto de la NBA    |
| Paul Seymour  | 2º Mejor quinteto de la NBA |